# ポール・リーブス

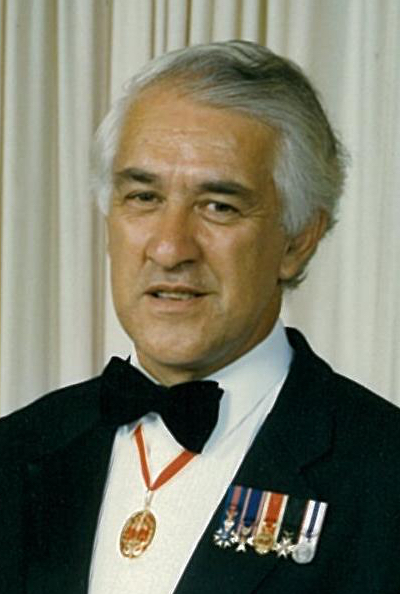
ポール・リーブス

ポール・リーブス（Sir Paul Alfred Reeves, ONZ, GCMG, GVO, QSO, CF, 1932年12月6日 - 2011年8月14日）は、ニュージーランドの聖職者。ニュージーランドアングリカン教会大主教（1980年 - 1985年）。第15代、かつマオリの血を引く初のニュージーランド総督。

## 来歴
ウェリントン生まれ。父ダルシーはイギリス系の路面電車運転士、母ヒルダ・ピリヒラはマオリでアーティ・アワ部の出身。恵まれない境遇の中でも大学進学を果たし、1955年にウェリントン・カレッジ（現在のヴィクトリア大学ウェリントン）で文学士（BA）、1956年に文学修士（MA）の学位を取得。1958年に聖ジョーンズ神学校で聖職者資格を取得。
トコロアの教会で副手を務めた後、オックスフォード大学セント・ピーターズ・カレッジへ留学。オックスフォード大学で文学士（BA）と文学修士（MA）の学位を取得後、オックスフォード大学聖メアリー教会で助手を務める。1960年に司祭の聖職位を授かり、サフォークの聖ピーターズ教会、ルイシャムの聖メアリー教会に勤める。1959年にビバリー夫人と結婚し3女を儲ける。
1964年にニュージーランドへ帰国し、オカトの聖ポール教会司祭代理を務め、聖ジョーンズ神学校講師として教会史を教える。1969年から1971年までオークランドアングリカン教区でキリスト教学部長を務める。
1971年に主教の聖職位を授かり、ワイアプアングリカン教会主教に任命される。1979年から1985年までオークランドアングリカン教会主教、1980年から1985年までアングリカン教会に所属する聖職者として最高位のニュージーランドアングリカン教会大主教を務める。
1985年、デビッド・ロンギ首相（当時）の指名を受け、第15代ニュージーランド総督に内定する。同年11月22日にニュージーランド国王に任命されニュージーランド総督に就任。マオリ族の家系を持つ人物としては初の総督に就任。昭和天皇大喪の礼にニュージーランド総督として参列。1990年11月20日に退任。
1991年から1993年まで国際連合アングリカン教会協議委員会オブザーバー、1991年から1994年までニューヨークアングリカン教会区副大主教、1994年から1995年まで聖ジョーンズ神学校附属テ・ワレ・ワナンガ・オ・テ・ラウ・カヒカテア校長、英国連邦南アフリカ監視団副リーダー、ネルソン・マンデラ基金会長、エジンバラ大学モンタギュー・バートン講座客員教授、1995年から1997年までフィジー憲法再検討委員会会長を歴任。2005年2月から2011年8月までオークランド工科大学総長を務めた。
2011年7月、癌を公表。一切の公務から退き、治療に専念するも、その甲斐もなく翌8月14日、オークランドで死去。78歳没。葬儀は国葬で行われ、葬儀会場となったオークランドの教会には5000人を超える市民が参列した。